# Buthus ahaggar
Espèce
Buthus ahaggar est une espèce de scorpions de la famille des Buthidae.

## Distribution
Cette espèce est endémique du Hoggar en Algérie. Elle se rencontre entre 1 860 et 2 000 m d'altitude.

## Description
La femelle holotype mesure 59,9 mm et la femelle paratype 63,0 mm.

## Étymologie
L'espèce est nommée en référence au lieu de collecte, le massif du Hoggar dans le sud de l'Algérie.

## Publication originale
- Ythier, Sadine, Haddadi & Lourenço, 2021 : « A new species of Buthus Leach, 1815 from Algeria (Scorpiones: Buthidae) and an interesting new case of vicariance. » Faunitaxys, vol. 9, no 21, p. 1-9 (texte intégral).